# 盧布爾雅那附近多爾
盧布爾雅那附近多爾（斯洛維尼亞語： 發音：[ˈdoːl pɾi ljuˈbljaːni]），是斯洛維尼亞中部卢布尔雅那附近多尔市镇的聚居地及其行政中心。它是上卡尼奧拉傳統地區的一部分，現在被納入中斯洛維尼亞統計區。

## 多爾宅邸遺跡
多爾宅邸遺跡位於聚定地的東部略偏南。這座豪宅由亞歷山大·加倫伯格（Alexander Gallenberg）於1540年建造，經過多次轉手。在後來的擁有者約瑟夫·卡拉桑茲·馮·埃爾伯格（Josef Kalasanz von Erberg）的領導下，這座豪宅於1808年變成一座自然歷史、技術、藝術和文學歷史博物館，並於1810年在其中增加了一個寶貴的圖書館和檔案館，成為卡尼奧拉地區最大的私人收藏。宅邸周圍建有植物園，有數千種不同的物種，並對周圍的水道進行監管。在埃尔伯格家族的最後一位成員去世後，這座豪宅經過多方手中，於1882年被弗兰·波夫舍購買。游擊隊於1944年燒毀了這座豪宅。

## 教堂
盧布爾雅那附近多爾的堂區教堂獻給聖瑪格麗特，屬於天主教盧布爾雅那總教區。它最初是一座哥德式教堂，於18世紀重新設計為巴洛克風格。

## 外部連結
- Municipal website （页面存档备份，存于） （斯洛維尼亞語）
- Dol pri Ljubljani on Geopedia （页面存档备份，存于）
- 维基共享资源上的相關多媒體資源：盧布爾雅那附近多爾